# Molière dramaturge
Molière dramaturge ist ein essayistischer Text des französischen Autors Jacques Audiberti aus dem Jahre 1954. Die Erstausgabe erschien 1954 im Pariser Verlag L'arche als erster Titel einer Reihe Collection. Les Grands Dramaturges. 1972 veröffentlichte der Verlag die zweite Auflage.

## Inhalt
Jacques Audiberti beschreibt zunächst ausgehend von dem Fest Les plaisirs de l'île enchantée (1664) und dem dabei uraufgeführten Stück La Princesse d'Elide theaterhistorische Aspekte hinsichtlich der Theatralität unter Ludwig XIV. und dem Schaffen von Molière. Er skizziert in seinem Essay ein Bild von Jean-Baptiste Poquelin, das ihn mit Persönlichkeiten des 20. Jahrhunderts wie Charlie Chaplin und Eduardo De Filippo auf mehreren Ebenen in Verbindung bringt. Dabei klassifiziert er Molière als einen écrivant, einen Schreiber, und keineswegs als einen Schriftsteller. Das Schreiben von Stücken ist demnach nur ein Mittel zum Zweck, ein Stück aufführen zu können.

## Bibliographie
- Jacques Audiberti, Molière dramaturge, Paris: L'arche 1954
- Jacques Audiberti, Molière, Paris: L'arche 1972; (Orig. 1954)